# Kasper Kvist
Kasper Kvist (* 11. Mai 1989 in Ikast) ist ein dänischer Handballspieler, der bei HC Midtjylland unter Vertrag steht.

## Karriere
Der 1,82 Meter große Linksaußen spielte von 2014 bis 2016 bei HC Midtjylland. Am 5. September 2016 verpflichtete der Handball-Bundesligist HSG Wetzlar Kasper Kvist mit einem Ein-Jahres-Vertrag als Ersatz für Maximilian Holst, der sich eine Kreuzbandverletzung zuzog und daher für längere Zeit ausfiel. Bereits am 6. September 2016 kam Kvist beim Heimspiel gegen den THW Kiel zu seinem ersten Einsatz in der Handball-Bundesliga. Sein Vertrag wurde um ein weiteres Jahr verlängert. Im Sommer 2018 wechselte er zum dänischen Handball-Erstligisten Ribe-Esbjerg HH. Seit der Saison 2021/22 steht er beim dänischen Zweitligisten HC Midtjylland unter Vertrag.